# Список национальных парков и заповедников Гавайев
Природные охраняемые территории на Гавайских островах (штат Гавайи, ) — национальные парки, национальные исторические памятники, национальные монументы, другие заповедные леса и территории с охраняемой природой.

## Национальные парки
По году основания и площади:

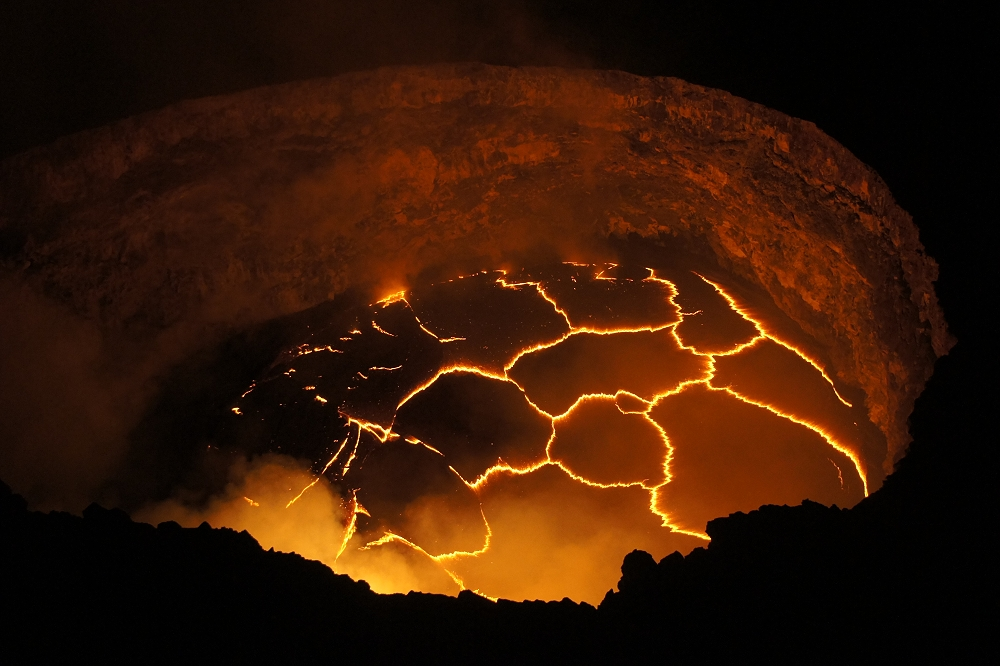
Вулкан Килауэа

- 1916 — Хавайи-Волкейнос (1308 км2) — Гавайский вулканический национальный парк на острове Гавайи[2].
- 1961 — Халеакала (135 кв2) — остров Мауи.

## Национальные исторические памятники
Остров Гавайи:
- Пуухонуа-о-Хонаунау
- Пуукохола-Хеиау
- Кеалакекуа (бухта)

Другие острова:

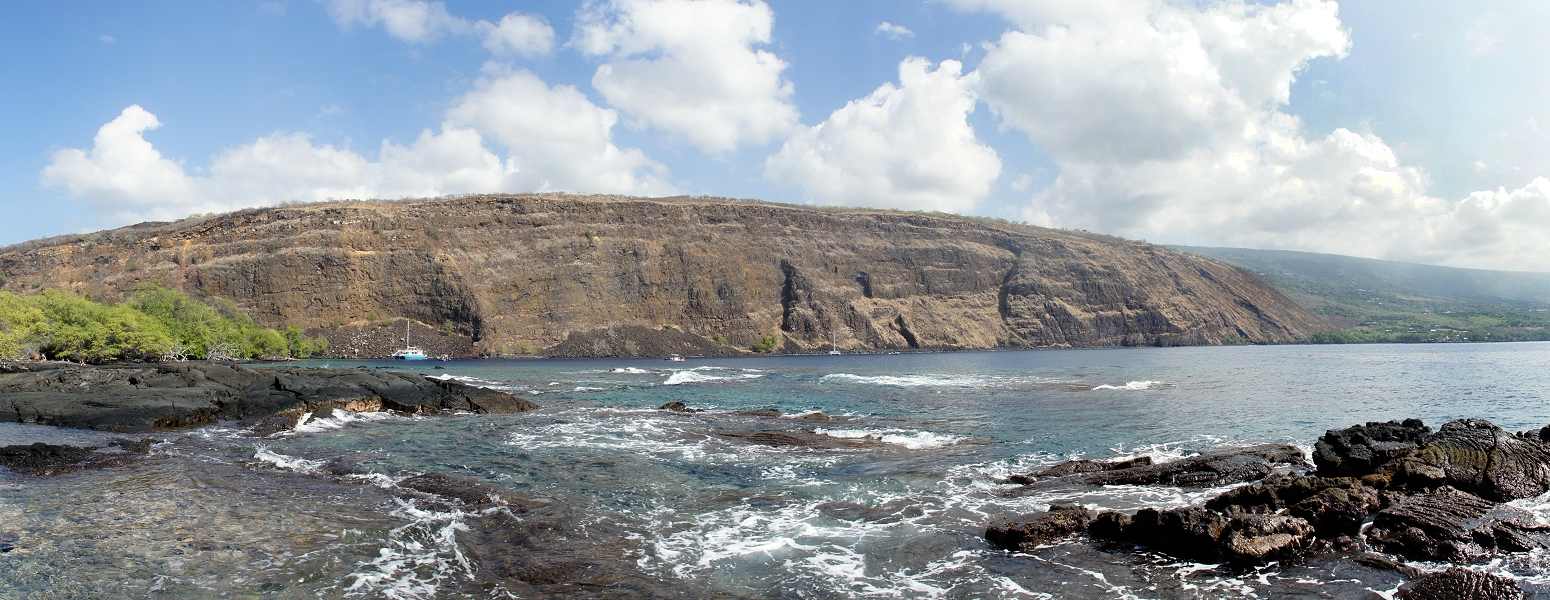
Кеалакекуа

- w:en:Honouliuli National Historic Site — остров Оаху
- w:en:Kalaupapa National Historical Park — остров Молокаи
- w:en:Kaloko-Honokōhau National Historical Park — остров

## Национальный мемориал
- w:en:Pearl Harbor National Memorial — Национальный мемориал Перл-Харбор на острове Оаху (см. Нападение на Перл-Харбор, 1941).

## Национальный природный монумент
- Папаханаумокуакеа — Подветренные Гавайские острова.

## Прочие заповедные территории
- w:en:Hawaiian Islands Humpback Whale National Marine Sanctuary — Национальный гавайский морской заповедник горбатых китов
- Хакалау — остров Гавайи
- w:en:Hanalei National Wildlife Refuge — остров Кауаи
- w:en:Huleia National Wildlife Refuge — остров Кауаи
- w:en:James Campbell National Wildlife Refuge — остров Оаху
- w:en:Kakahaia National Wildlife Refuge — остров Молокаи
- w:en:Kealia Pond National Wildlife Refuge — остров Мауи
- w:en:Oahu Forest National Wildlife Refuge — остров Оаху
- w:en:Pearl Harbor National Wildlife Refuge — остров Оаху.

## Пляжи
Пляжи на Гавайских островах охраняются и имеют ограниченный доступ, среди них:
- Вайкики — старейший пляж в Гонолулу.
- Калапана — пляж чёрного песка на острове Гавайи[3].
- w:en:Punaluʻu Beach — пляж чёрного песка на острове Гавайи
- Пляж Папаколеа — пляж зелёного песка на юге острова Гавайи.